# 도쿄도 제4구
도쿄도 제4구(東京都第4区)는 일본의 중의원 선거구이다. 1994년 공직선거법으로 신설되었다.

## 지역
- 오타구 일부

## 같이 보기
- 모리타 켄사쿠